# 황정아 (1977년)
황정아(黃靖雅, 1977년 3월 7일~)는 대한민국의 과학자 출신 정치인이다. 제22대 국회의원이다.
전남과학고등학교를 졸업하고 KAIST에 입학했다. 카이스트에서 물리학을 전공했으며 카이스트 대학원에서 물리학 석사와 박사 학위를 취득했다.
한국천문연구원 책임연구원이었으며, 이 시기 누리호에 탑재된 인공위성의 개발을 맡았다.
2024년 1월, 더불어민주당에 인재영입으로 입당했다. 제22대 국회의원 선거를 앞두고 유성구 을 선거구에 전략공천되었으며 본 선거 결과 59.76%의 득표율을 기록하면서 당선되었다. 총선 이후인 2024년 4월 22일, 더불어민주당의 대변인으로 선임되었다.

## 학력
- 여안초등학교 부도분교 전학
- 부구국민학교 졸업
- 부구중학교 전학
- 여수여자중학교 졸업
- 전남과학고등학교 조기졸업
- 한국과학기술원 물리학 학사
- 한국과학기술원 대학원 물리학 석사
- 한국과학기술원 대학원 물리학 박사

## 경력
- 한국과학기술원 인공위성연구센터 연구원
- 한국과학창의재단 이사
- 과학기술정보통신부 국가우주위원회 위원
- 한국천문연구원 우주과학본부 태양우주환경그룹 책임연구원
- 과학기술연합대학원대학교(UST) 한국천문연구원 캠퍼스대표교수
- 대한민국 육군 지상작전사령부 정책자문위원
- 한국과학기술원 항공우주공학과 겸직교수
- 육군미사일전략사령부 자문위원
- 2024년 4월 10일: 대한민국 제22대 국회의원 선거 당선(대전 유성구 을, 더불어민주당, 초선)
- 2024년 4월~2025년 8월: 더불어민주당 대변인
- 2024년 5월~: 더불어민주당 대전광역시당 유성구 을 지역위원회 위원장
- 2024년 10월~: 더불어민주당 과학기술혁신특별위원회 위원장
- 2024년 11월~2025년 8월: 더불어민주당 이재명 대표 경제특보단 과학기술특보
- 2025년 6월~2025년 8월: 국정기획위원회 경제2분과 위원

### 의정 활동
- 2024년 5월 30일~: 제22대 국회의원(대전 유성구 을, 더불어민주당, 초선)
  - 2024년 6월~: 제22대 국회 전반기 과학기술정보방송통신위원회 위원
  - 2024년 6월~2025년 6월: 제22대 국회 전반기 예산결산특별위원회 위원

## 역대 선거 결과
| 실시년도 | 선거   | 대수 | 직책     | 선거구         | 정당         | 득표수   | 득표율          | 순위 | 당락 | 비고 |
| -------- | ------ | ---- | -------- | -------------- | ------------ | -------- | --------------- | ---- | ---- | ---- |
| 2024년   | 총선   | 22대 | 국회의원 | 대전 유성구 을 | 더불어민주당 | 61,387표 | \| \| 59.76% \| | 1위  |      | 초선 |
|          | 59.76% |      |          |                |              |          |                 |      |      |      |

## 소속 정당
| 소속 정당 | 소속 정당    | 소속 기간 | 비고      |
| --------- | ------------ | --------- | --------- |
|           | 더불어민주당 | 2024~현재 | 정계 입문 |

## 같이 보기
- 대전 유성구의 국회의원
- 유성구 을